# Anidrido de ácido carboxílico

Anidrido de ácido simétrico

Anidrido de ácido misto ou assimétrico

Os anidridos de ácidos carboxílicos (ou anidridos carboxílicos) são compostos químicos orgânicos que têm a fórmula geral (RCO)2O (quando simétricos) ou R−CO−O−CO−R' (quando mistos ou assimétricos), respectivamente quanto a seus grupos acilo (RCO-) serem iguais ou diferentes, e formalmente são o produto de desidratação de duas moléculas de ácido carboxílico (ou uma se tem como formar-se intramolecularmente em um ácido dicarboxílico). Ao reagir com água (hidrólise) voltando a formar os ácidos carboxílicos iniciais.
CH3C(O)OC(O)CH3  +  H2O → 2 CH3COOH [1]
Alguns anidridos de ácido são oriundos não de dois grupos acilo diferentes, e sim de uma desidratação de dois grupos carboxila de uma mesma molécula. Assim sendo, sua desidratação e formação não se dá por um processo intermolecular (das duas moléculas originais envolvidas) e sim pela desidratação intramolecular do ácido carboxílico duplo ou superior envolvido. Um exemplo é o anidrido ftálico:
C8H6O4 → C8H4O3 + H2O

## Nomenclatura
Quando simétricos, anidrido alcanóico como anidrido propanóico (ou em casos especiais, como anidrido etanóico, também chamado de anidrido acético, (CH3CO)2O) e quando assimétricos, anidrido alcanóico (R) alcanóico (R') como anidrido acético propiônico (CH3C(O)OC(O)CH2CH3).

## Síntese
Anidridos de ácido são usualmente preparados pela desidratação dos ácidos correspondentes. As condições variam muito de ácido para ácido, mas o pentóxido de fósforo é um agente desidratante comumente usado em laboratório.
2 CH3COOH  →  CH3C(O)OC(O)CH3  +  H2O
Observe-se que esta reação é a inversa da reação [1].
Os anidridos de ácido também se produzem ao reagir um haleto de acilo (RCOX) com um carboxilato (R'COO-): 
RCOX + R'COONa → RCO-O-COR' + NaX
Um exemplo desta reaçao é reação do cloreto de acetila com o acetato de sódio resultando no anidrido acético:
CH3COCl + CH3COONa → CH3C(O)OC(O)CH3 + NaCl
No caso de ser intramolecular e quando conduz a anéis de 5 ou 6 átomos, pode realizar-se de forma direta por desidratação térmica (mediante calor), obtendo-se o correspondente anidrido de ácido cíclico. Por exemplo, o anidrido succínico a partir do ácido succínico:
```
                         O
                        / \
HOOC(CH
2
)
2
COOH →   O=C   C=O  +  H
2
O     (300 
°C
)
                       |   |
                       CH
2
-CH
2
```

O anidrido maléico é preparado por oxidação aeróbica do butano, assim como também por oxidação do benzeno:
CH3CH2CH2CH3  + 3.5  O2  →  C2H2(CO)2O  +  4 H2O

## Aplicações
As reações dos anidridos de ácido são similares a dos halogenetos de acilo, ao ser tanto o halogeneto (X-) como o carboxilato bons grupos salientes. A destacar, o anidrido acético que pode formar ésteres com fenóis, sendo útil na produção de medicamentos como o ácido acetilsalicílico (Aspirina).

## Reações
Anidridos de ácido são uma fonte de grupos acila reativos, e suas reações e usos relembram alguns dos haletos de acila. Em reações com substratos próticos, as reações disponibilizam iguais quantidades de produtos acelitados e ácido carboxílico:
RC(O)OC(O)R  +  HY  →  RC(O)Y  +  RCO2H
Para HY = H2O, HOR (álcois), HNR'2 (amônia, primária, aminas secundárias), anel aromático (ver acilação de Friedel-Crafts)
Anidridos de ácido tendem a ser menos eletrófilos que cloretos de acila, e somente um grupo acila é transferido por molécula de anidrido de ácido, o qual conduz a uma mais baixa eficiência atômica. O baixo custo, entretanto, do anidrido acético o faz uma escolha preferencial para reações de acetilação.  Além disso, o abandono dos clorocarbonos é preferida pela questão ambiental.

## Anidridos de ácido importantes
O Anidrido acético é um produto químico de grande importância, preparado através da hidratação parcial de cetena ou pela carbonilação do acetato de metila. O anidrido de ácido cíclico anidrido maléico é usado em síntese orgânica como dienófilo na reação de Diels-Alder. Anidridos de ácido mistos (ou assimétricos), tais como anidrido acético propiônico, CH3C(O)OC(O)CH2CH3, são conhecidos. Um ou ambos grupos acila de um anidrido de ácido pode também ser derivado de um ácido sulfônico ou um ácido fosfônico. O anidrido misto 1,3-Bisfosfoglicerato é um intermediário na formação de ATP via glicólise.

## Análogos de enxofre
Enxofre pode substituir o oxigênio, tanto no grupo carbonila como na ponte. No primeiro caso, o nome do grupo acila é fechado entre parênteses para evitar ambiguidade no nome, ex. anidrido (tioacético), CH3C(S)OC(S)CH3.  Quando dois grupos acila são ligados ao mesmo átomo de enxofre, o composto resultante é chamado um tioanidrido, e.g. tioanidrido acético, CH3C(O)SC(O)CH3.